# Dänische Poolbillard-Meisterschaft 2014
Die dänische Poolbillard-Meisterschaft 2014 war die 25. Austragung der nationalen Meisterschaft in der Billardvariante Poolbillard. Gespielt wurden die Disziplinen 8-Ball, 9-Ball, 10-Ball und 14/1 endlos.
Der 9-Ball-Wettbewerb der Herren fand am 15. März in der Dan’s Pool-Hall in Aalborg statt, der 8-Ball-Wettbewerb am 10. Mai 2014 in der Sharks Pool-Hall in Aarhus. Die Juniorenwettbewerbe wurden am 2. Mai 2014 in Herlev ausgetragen.

## Medaillengewinner
| Disziplin            | Gold                             | Silber                            | Bronze                           | Bronze                                      |
| -------------------- | -------------------------------- | --------------------------------- | -------------------------------- | ------------------------------------------- |
| Herren – 9-Ball      | Kasper Kristoffersen (Ikast BK)  | Bahram Lotfy (Herlev Pool IF)     | Daniel Kandi (Skive Pool Club)   | Jakob Lyng (Aarhus Pool & BK)               |
| Herren – 8-Ball      | Andreas Madsen (Herlev Pool IF)  | Kasper Kristoffersen (Ikast BK)   | Joel Rosenfeldt (Herlev Pool IF) | Bahram Lotfy (Herlev Pool IF)               |
| Herren – 14/1 endlos | Kasper Kristoffersen (Ikast BK)  |                                   |                                  |                                             |
| Herren – 10-Ball     | Kasper Kristoffersen (Ikast BK)  |                                   |                                  |                                             |
| Junioren – 8-Ball    | Andreas Madsen (Herlev Pool IF)  | Silje Østergaard (Herlev Pool IF) | Joel Rosenfeldt (Herlev Pool IF) | Søren Terp (Verein nicht bekannt)           |
| Junioren – 9-Ball    | Joel Rosenfeldt (Herlev Pool IF) | Andreas Madsen (Herlev Pool IF)   | Mickey Krause (Herlev Pool IF)   | Andreas Bønnelykke 1 (Verein nicht bekannt) |
| Junioren – 10-Ball   | Andreas Madsen (Herlev Pool IF)  |                                   |                                  |                                             |